# Kannampalli, Srinivaspur
Kannampalli là một làng thuộc tehsil Srinivaspur, huyện Kolar, bang Karnataka, Ấn Độ.